# Couscous commun du Sud
Phalanger mimicus
Espèce
Statut de conservation UICN

 LC  : Préoccupation mineure
Statut CITES
Le Couscous commun du Sud (Phalanger mimicus) est une espèce de marsupiaux de la famille des Phalangeridae.

## Distribution
Cette espèce se rencontre en Nouvelle-Guinée et dans la péninsule du cap York au Queensland en Australie.

## Liste des sous-espèces
Selon MSW :
- sous-espèce Phalanger mimicus mimicus Thomas, 1922
- sous-espèce Phalanger mimicus peninsulae Tate, 1945.

## Publication originale
- (en) Thomas, 1922 : Two new subspecies of Phalanger orientalis. Ann. Mag. Nat. Hist. ser. 9, vol. 9, p. 680–681.